# NQ Vulpeculae
NQ Vulpeculae war eine Nova, die 1976 im Sternbild Fuchs aufleuchtete und eine Helligkeit von 6 mag erreichte.
Der Namensteil „NQ“ folgt den Regeln zur Benennung veränderlicher Sterne und besagt, dass NQ Vulpeculae der 292ste veränderliche Stern ist, der im Sternbild Fuchs entdeckt wurde.

## Koordinaten
- Rektaszension: 19h 29m 14s.67
- Deklination: +20° 27' 58".0